# Campeonato Mundial de Patinaje Artístico sobre Hielo de 1936
El XXXIV Campeonato Mundial de Patinaje Artístico se realizó en París entre el 28 y el 29 de febrero (concurso masculino y por parejas) y entre el 21 y el 22 de febrero (concurso femenino) de 1936 bajo la organización de la Unión Internacional de Patinaje sobre Hielo (ISU) y la Federación Francesa de Patinaje sobre Hielo. 

## Resultados

### Masculino
| Puesto | Nombre       | País        | Puntos |
| ------ | ------------ | ----------- | ------ |
| Oro    | Karl Schäfer | Austria     | 6      |
| Plata  | Graham Sharp | Reino Unido | 10     |
| Bronce | Felix Kaspar | Alemania    | 17     |

### Femenino
| Puesto | Nombre           | País        | Puntos |
| ------ | ---------------- | ----------- | ------ |
| Oro    | Sonja Henie      | Noruega     | 7      |
| Plata  | Megan Taylor     | Reino Unido | 15     |
| Bronce | Vivi-Anne Hultén | Suecia      | 21     |

### Parejas
| Puesto | Nombre                      | País        | Puntos |
| ------ | --------------------------- | ----------- | ------ |
| Oro    | Maxi Herber / Ernst Baier   | Alemania    | 5      |
| Plata  | Ilse Pausin / Erich Pausin  | Austria     | 11     |
| Bronce | Violet Cliff / Leslie Cliff | Reino Unido | 19     |

## Medallero
| Núm. | País        | Oro | Plata | Bronce | Total |
| ---- | ----------- | --- | ----- | ------ | ----- |
| 1    | Austria     | 1   | 1     | 0      | 2     |
| 2    | Alemania    | 1   | 0     | 1      | 2     |
| 3    | Noruega     | 1   | 0     | 0      | 1     |
| 4    | Reino Unido | 0   | 2     | 1      | 3     |
| 5    | Suecia      | 0   | 0     | 1      | 1     |
|      | TOTAL       | 3   | 3     | 3      | 9     |

| Predecesor: Hungría - Austria 1935 | Campeonato Mundial de Patinaje Artístico sobre Hielo 1936 | Sucesor: Austria - Reino Unido 1937 |

- Datos: Q302767